# 大空翼
大空 翼（おおぞら つばさ）は、高橋陽一の漫画「キャプテン翼」に登場する架空のサッカー選手で、同作の主人公である。血液型はA型。

## 人物

### プロフィール

四つ木つばさ公園に設置されている「大空翼」のブロンズ像

ポジションは【小学生編】ではCF、【中学生編】以降はMF。出生地は東京都の葛飾区四つ木 である。「ボールは友達」が信条であり、「サッカーの申し子」と呼ばれる。元ブラジル代表のロベルト・本郷の指導のもと、さまざまなポジションを経験し、世界に誇るMFとして認知される。日本代表ではA代表を除く各世代でキャプテンを務めている。
小学生で「オーバーヘッドキック」、中学生で「ドライブシュート」をマスターするなど、身体能力と技術は同世代と比較するとずば抜けている（その後、ブラジルへ渡り10代でフライングドライブシュートやスカイウィングシュートをマスターする）。ストーリーのクライマックスである決勝戦では「ミラクルドライブシュート」「ドライブオーバーヘッド」といった奇跡のシュートを見せている。また、ライバル選手の高難度の技を一度見ただけで自分の物にすることができる。小学生の時は純粋で好奇心旺盛な性格であったが、中学生になってからはキャプテンとしての自覚に目覚め周りを統率するようになる。小学生時は小柄で日向にも「チビ」と揶揄されていたが、中学生以降は平均的な身長・体格まで成長を遂げた。
作品中で他のキャラクターは「日向くん」「岬くん」のように名字で呼ばれているのに対して、翼・立花兄弟・沢田タケシの4人は名字で呼ぶ者は殆どなく、試合の実況も「翼くん」と呼び、優秀選手発表の際も他の選手が名字で呼ばれる中、一人だけ「大空翼くん」とフルネームで呼ばれている。名前で呼ばれる理由は作者によれば、「『大空くん』よりも『翼くん』の方が語呂がいいため」であるが、アニメ第3作では、監督やアナウンサーや選手紹介は一貫して名字である「大空」を使用している。
モデルはいないが、連載当時にサンパウロFCでプレーした水島武蔵を参考にしている。
無印での背番号は主に10番（中学1年の時のみ19番）。クラブチームでは主に「28」（ツバサの頭文字、2+8=10）の背番号を使用している（「2」と「8」の間に「+」マークが入っている）。これは翼に限ったことではなく、日向や若林など他のキャラにもこの考え方を適用している。サンパウロFCでは闘将ラドゥンガが10番であったことから、翼は17番を使用することになるが、のちにラドゥンガが移籍したため、10番を使用することになる。

### 家族
- 父方の祖父母は屋形船の船頭。静岡に引っ越す前に他界しており「つーちゃん」と呼んでいる[4]
- 父・広大は外国船（外航船）の船長[5]
- 母・奈津子[6]
- 弟・大地（翼がブラジルに渡ってから生まれた）
- 妻・早苗（旧姓中沢）
- 双子の息子・疾風（はやて）、大舞（だいぶ）[7][8]

### 経歴
南葛小サッカー部（静岡県南葛市立南葛小学校）・南葛S.C（南葛市選抜チームで南葛サッカークラブ、アニメ第3作では南葛F.C〈南葛フットボールクラブ〉） - 南葛市立南葛中学校 - 静岡県・浜名クラブ（社会人〈実業団〉チーム） - 新生全日本代表 - ブラジル・サンパウロFC（アニメでは、J：サンパスFC、第3作：ブランコス）- スペイン・FCバルセロナ（アニメではカタルーニャ）- バルセロナBチーム - FCバルセロナ

#### 小学生編

めだかの小道に設置されているロベルト本郷と大空翼のブロンズ像。

生まれた頃からサッカーボールがそばにあるだけでいつもご機嫌という少年だった。1歳の時トラックにはねられるも、サッカーボールが奇跡的にクッション代わりとなったことで無傷で助かり、それ以降「ボールは友達」となった。葛飾区ではサッカーは普及しておらず野球中心だったので、青葉弥生の紹介で、弥生の兄の下で中学校のサッカー部で練習する。
小学6年の4月の春休み時にサッカー王国の静岡県・南葛市に転居する（それまでの小学校ではサッカー部や地域のサッカークラブがなかった為にチーム所属出来なかった、故に実力があっても小学6年生までは無名の選手）。最初はサッカーの名門である私立の修哲小に転校するために転居したつもりが、前年度に全国制覇したGK若林源三VS石崎&中学生の対決を制したのを目の当たりにし、石崎と知り合う。若林と町の対抗戦試合で対戦するために公立の南葛小に転校した。南葛小キャプテンは石崎了で、岬太郎の加入もあり、対抗戦は引き分け。この後、若林と岬は翼にとって、日本がワールドカップ優勝を目指す永遠の朋友となる。
南葛S.C（南葛市選抜チームの南葛サッカークラブ）では当初は若林がキャプテンだったが、若林の足の故障により一時的離脱したため、キャプテンを引き継いだ。この時点では全国的に無名選手であったのに対して、若林は既に知名度があり、若林の偵察に来た日向小次郎も翼のことは知らなかった。
全国大会では予選リーグの明和に敗れたが、決勝トーナメントに進出する。準決勝の三杉淳が率いる武蔵戦では、翼が三杉の心臓病を知り、三杉を庇うような形で実力を出す事が出来ずにいる等スランプに陥ったが、若林や岬やロベルトからの檄、さらに三杉から翼に対する思いを聞いて、スランプから脱出後、逆転勝ちを収める。決勝では明和と再戦し、若島津との空中戦で左足を負傷しながらも激闘の末勝利、南葛を優勝に導いた。自身の記録としては得点王とMVPを受賞した。
ロベルトから「全国大会で優勝したらブラジルに連れて行きサッカーを教える」と約束されており、本人もそれを目標に全力で戦い続けていたが、優勝が決まったタイミングでロベルト本郷は翼との約束を破り一人ブラジルへ帰国してしまい、東邦からゲームメーカーとしてスカウトされるものの、石崎を慕ってスカウトを断り南葛中に進学、卒業まで日本でプレイを続けることになった。

#### 中学生編
東京都の私立東邦学園中等部からスカウトを受けるもそれを断り、南葛市立南葛中学校に進学。卒業後にブラジルに行くことを見据えつつ、日本サッカー協会の片桐の支援を受けながらサッカー部で活躍する。ロベルトの残したノートの助言に従いCFからトップ下に転向。1年時は1年生ながらチームの司令塔として活躍し、決勝では同じく1年生エースの日向小次郎のいる東邦学園を相手に決勝ゴールを挙げ優勝。
南葛SCのメンバーがレギュラーになった2年時は、決勝で東邦と再戦、チームプレイで若島津から決勝点を挙げV2達成。
3年時は1回戦でオーバーヘッドを早田のジャンピングボレーで防がれた際に、左足の負傷を再発 させ、3回戦では空中のクロスプレイでもつれ落下した際、頭から落ちそうだった立花和夫を庇い左肩を脱臼。満身創痍ながら、大会中にドライブシュートを完成させ、決勝で東邦と同点引き分けの両校優勝で、全国大会3連覇を果たした。

#### ジュニアユース編
大会で負ったケガの治療に専念し、ジュニアユース代表選考合宿に参加しなかった。そのため大会前の親善試合で遅れてヨーロッパに赴くも、日向と松山の反対で代表入りを許されなかった。だが、連敗している日本が弱いという理由で練習試合を断ろうとしたイタリアジュニアユース相手に一人で殴り込みをかけ、ほとんどのイタリアの選手をドリブルで抜き去った後にドライブシュートで“ヨーロッパNo1ゴールキーパー”ジノ・ヘルナンデスからゴールを奪ったことで日向と松山は考えを改め、特例として晴れて全日本のメンバー入りを果たした。
翼が参加してからの全日本は親善試合で連勝を重ね、キャプテンの座も松山から受け継いだ。ジュニアユース大会中、ロベルトが来ていると示唆され動揺する場面もあったが、そのプレッシャーをはねのけ、世界の強豪達との対決を制して優勝、MVPを受賞。ベンチに引き上げようとした時ついにロベルトが現れ、今度こそブラジルでサッカー教育を受けることが正式に決まった。
大会終了後、中沢早苗をめぐり同級生のボクサーである神田と決闘。神田のパンチを受け続けながらも、オーバーヘッドキックで肩を砕き骨折させた（我に返った後は神田を気遣い、和解した。後にも先にも翼が他人を怪我させたのはこれ一度きり）。
その後は実業団の浜名クラブで練習を重ねていたが、片桐に促される形で全日本フル代表に殴り込みをかけ、監督の奥寺康彦にその心意気を買われ全日本フル代表入りを果たした。ブラジルのグレミオとの親善試合に途中出場し、ハットトリックを達成、引き分けに持ち込む活躍を見せた。そして卒業式に出席することなくロベルトの待つブラジルへと渡って行った。

#### ワールドユース編
ブラジル・サンパウロFCの中心選手として活躍していた。ロベルトから2年間教育を受けた他、ラドゥンガにも鍛えられ、当時は「ヘタクソジャポネーゼ」と呼ばれていた。ドライブシュートを進化させた「フライングドライブシュート」を完成、カルロス・サンターナを擁するCRフラメンゴとの激戦を制してブラジルリーグ優勝を果たし、翼の闘志を見て改心したサンターナとは良きライバルとなった。しかしロベルトはブラジルユースの監督に就任するため一時的に決別を宣言。翼もそれを受け入れ、ワールドユース決勝での対決を約束。
全日本ユースに合流するため帰国するが、チームは若島津が一時的に離脱してプロへ転向、若林もケガで合流不可能、日向や岬ら主力選手は一時追放、そして残った選手全員も新監督・賀茂港の猛特訓で満身創痍という最悪の状況であった。それでも翼は選手達を信じて一喝、彼らは立ち上がり、ボロボロの状態でアジア一次予選に参加。強豪・タイユースに大苦戦を強いられ翼も頭を負傷してしまうが、両手を補強した若林、そして新加入の葵新伍が投入されたことで、奇跡的な逆転勝利を果たし二次予選に進出。
二次予選では日向や岬らも戻り、圧倒的攻撃力を得たチームを率いた。サウジアラビア戦で日向の「雷獣シュート」を初めて目の当たりにした時、「ロベルトが最後に見せてくれた幻のシュートと同じである」と見抜く。自分では到底使いこなせなかったこのシュートを日向が独学で覚えていたことを喜んだ。最終的に翼自らが公約した「全勝でのワールドユース進出」を果たす。
全日本ユースの練習に集中しきり、サンパウロからの帰国命令を無視しつづけたことで解雇を言い渡されるが、翼本人は落胆する様子はなくワールドユースに専念する意向を示した。本大会前に、ドリブルで相手全員を抜き、ボールを抱えて自らゴールへと飛び込んでいく「スカイダイブシュート」を開発。
大会前日に、その開発特訓で足場代わりにしていたハードルの角で脇腹を切る大ケガも負ったが、1回戦のメキシコ戦に強行出場。スカイダイブシュートを決めようとしたが失敗した。その後負傷はほぼ完治し、準々決勝のスウェーデン戦で咄嗟に、幻のシュートであり、雷獣シュートと同じ原理の「スカイウイングシュート」を自ら放ちゴールを決めることに成功した。
決勝でロベルト率いるブラジルユースと対決。試合開始早々「スカイダイブシュート」を敢行しようとするがあっけなく破られ、ロベルトから「身勝手な味方を信頼しない一人よがりな技」だと批判を浴びている。翼のいるエリアにボールを回さないブラジルの戦術に大苦戦を強いられたが、決して諦めることはなく、ケガをおした岬の途中出場もあって試合の流れを取り戻し、スカイダイブシュートを「チームメイトに自分の身体を押し込んでもらう」という「味方を信用する技」に昇華させた。日本がリードした終盤、ロベルトの真の切り札ナトゥレーザが交代出場しあっさり同点に追いつかれ、ゴールデンゴール方式の延長戦に突入。ナトゥレーザと一騎討ちを行い、これを制してVゴールを決めワールドユース優勝を果たした。
ワールドユース選手権終了後、早苗と結婚。当時は2人ともまだ19歳で、一般的には早すぎる結婚だと周囲に言われながらも、誰も2人の結婚に反対する者はいなかった。その後、早苗との間に2人の息子をもうける（2人の子供の設定は2010年時点では、短編作品『キャプテン翼2000 MILLENNIUM DREAM』のみ）。妻（早苗）を好きになった経緯は、はっきりと描かれている部分はない。呼び方は団長さん（小学校）→マネージャー（中学校サッカー部）→早苗ちゃん（中3の2学期時の告白後）と変化している。結婚後も「早苗ちゃん」で通している。

#### ROAD TO 2002
ブラジルのエース選手の慣例に従いヨーロッパへの移籍先を探す旅に、妻・早苗と共に出る。最終的に翼が選んだのはFCバルセロナである。このチームには世界に誇るトップ下プレイヤー・リバウールが在籍しており、翼が一騎討ちを挑んだが全く歯が立たなかった。
移籍後しばらく、ファンサール監督の指示の下紅白戦で様々なポジションで動いていたが、ファンサールに「お前はどのポジションがやりたい？」と尋ねられたため「トップ下です」と回答。その後のファンサールの選択は「翼をBチーム（2部チーム）に送る」というものだった。これには日本のメディア、岬や日向をはじめとした仲間達、そして翼本人も大きなショックを隠し切れなかったが、チームドクターのメンデスの説得も受けてBチームで戦うことを決意。
Bチームではキャプテンを務め、ファンサールが年間ノルマとして提示した「10ゴール10アシスト」をわずか3試合で達成。その後トップチームでリバウールの負傷、3試合白星なし、チームが内部分裂しかけるといった状況を危惧したファンサールが翼をトップチームに戻す。
昇格後、R・マドリッド戦を控えた中、未だかつて経験したことのないプレッシャーに苦しめられるも、ファンサールは「どんなことがあっても、お前をトップ下で使う」と宣言。サンパウロ時代の先輩選手であるラドゥンガの訪問もあり、翼はプレッシャーから解放された。R・マドリッド戦では再びナトゥレーザとの対決となり、怪我をおして途中出場したリバウールとも力を合わせて勝利を得た。
ブラジル時代の相方・ペペはしばらく残留するものの、レオと日本行きを決める。試合の数日後、後の【EN LA LIGA】で初登場することになるミカエルと出会う。

#### GOLDEN-23
リバウールが腰の故障により長期離脱している中、代わりに翼がトップ下の中心選手として活躍した。バリャドリッド戦では11人抜きゴールを達成。

#### EN LA LIGA
リバウールも復帰し、再びナトゥレーザを擁するR・マドリッドとの対決に挑む。得点王はナトレーザーとサンターナが獲得したものの、リーガMVPに選ばれる。

#### ライジングサン
チームの優勝パレードが行われる。リバウールの提案で妻の所に寄り道する。
翼はオリンピック代表キャプテンとなった。
優勝（金メダル）を目指す戦いがここから始まる。

#### 劇場版
主人公として全作品に登場。全作品においてチームのキャプテンを務めており、総集編の第3作品を除いた全ての作品で試合を決めるウィニングショットを放っている。
『キャプテン翼 ヨーロッパ大決戦』
ヨーロッパJr.の実力を前に自信を無くしたチームメイトを鼓舞して戦意を取り戻させた。最後は岬、日向との連携で勝ち越しのシュートを決めた。
『キャプテン翼 危うし！全日本Jr.』
雪辱を果たす為に闘志を燃やすヨーロッパJr.を前に岬、若林、日向といった主力を欠いている為に不安を隠せないでいるチームメイトを支えつつ試合に挑む。終盤では途中出場した三杉とコンビを組んで追加点を、試合終了間際に日向との連携で勝ち越しのシュートを決め、V2を果たす。
『キャプテン翼 明日に向って走れ！』
これまで自分がサッカーと共に歩んできた道のりを振り返りつつチームメイトと練習を重ねる中、フランスに渡っていた親友且つパートナーである岬と再会する。
『キャプテン翼 世界大決戦!! Jr.ワールドカップ』
全日本、ヨーロッパに加えてアメリカ、南米の代表チームとのトーナメントが開催される事にチームメイト共に胸を躍らせる。初戦の相手であるアメリカに勝利した後にヨーロッパと南米の試合を観戦している最中に南米の監督がロベルトであると知ると激しく動揺するも周囲からの支えを受け試合に挑む。南米のプレーに押される中、同じくロベルトを師に持つサンターナがサッカーを全く楽しんでいない事に気付き、試合の中で「ボールは友達」、「サッカーは楽しい」ということをチームメイト共にプレーで示す事でサンターナの心を開かせた。試合終盤に日向からの渾身のパスをゴールに叩き込み、全日本のV3を達成した。

## 戦歴
- 小学6年生
  - 公立の南葛小サッカー部 対 私立の修哲小サッカー部の、南葛市の町[29] の対抗戦大会（アニメ第3作では南葛市の全小学校による対抗戦大会の決勝）で引き分け優勝[30]
  - 南葛S.C（アニメ第3作では南葛F.C）として全日本少年サッカー大会[31] 優勝
  - ヨーロッパ遠征でのヨーロッパ少年（ジュニア）サッカー大会で全日本選抜チームは特別出場で西ドイツ選抜チームと引き分けで同時優勝（アニメ第1作）
  - フランスでの親善試合で全日本少年選抜チームはヨーロッパ少年選抜チームに勝利（映画版）
- 中学1・2年生
  - 全国中学生サッカー大会優勝
  - 中学1年生時に東京での親善試合で全日本少年選抜チームは再びヨーロッパ少年選抜チームに勝利（映画版）
- 中学3年生
  - 全国中学生サッカー大会[32] 優勝（東邦学園と引き分けで両校優勝）
  - フランスでの開催で国際ジュニアユース大会[33]優勝
  - アメリカでの開催で全日本選抜、アメリカ選抜、南米選抜、ヨーロッパ選抜の4チームによる国際ジュニアユース大会優勝（映画版）
- 17歳-18歳
  - サンパウロFC所属時ブラジル全国選手権優勝
- 18歳-19歳[34]
  - ワールドユース選手権優勝
- 19歳-20歳
  - FCバルセロナ所属時スペイン全国選手権優勝
- 21歳-22歳[35]
  - マドリッドオリンピック出場

## 得意技

### 【小学生編】-【Jrユース編】の技

立石一丁目児童遊園に設置されている「ヒールリフトを行う大空翼」のブロンズ像。

オーバーヘッドキック
現実のオーバーヘッドキックと同様。翼がロベルトから最初に教わった技である。小学生編を中心に必殺シュートとして使われるケースが多いが、南葛S.C対武蔵F.C戦や全日本対西ドイツ戦など、パスとして使用する場面もある。
ゴールデンコンビ
岬とのコンビ技で、高速でワンツーリターンを繰り返して相手を抜き去る技。
テクモ版では「I」よりワンツー技として登場。
ヒールリフト
ボールを踵で蹴り上げ、相手の頭上を越えさせながら抜き去る技。
テクモ版でも「II」よりドリブル技として登場。
トライアードオーバーヘッドキック
翼が小学生編の花輪戦で見せたゴールポストを利用して空高く飛び上がってから放ったオーバーヘッドキック。名称はテクモ版「VS」より。
ツインシュート
二人で同時に蹴ることで、ボールが不規則に揺れ動くシュート。作中では岬、葵、ゴンザレスと使用している。小学生編決勝の対明和戦で偶然に放ち、GKの若島津から先制点を取った。
テクモ版では岬とのコンビで使える低い浮き球のシュート技として使用可能。
時間差オーバーヘッド
岬とのコンビ技。小学生編決勝で使用。岬がオーバーヘッドにいくと見せかけて時間差を作り、翼がオーバーヘッドを打つ。このシュートで再延長戦前半に若島津から勝ち越しのゴールを奪った。
ノートラップランニングボレーシュート
文字通り走りながらノートラップでボレーシュートを放つ技。中学生編の対大友中戦で浦辺たちのマークに苦しむも、浦辺たちの一瞬の隙をついて、トラップしてからでは追い付かれると判断してこのシュートで先制点を挙げた。直後に新田瞬が、この技をヒントにノートラップランニングボレー隼シュートを編み出した。劇場版『危うし！全日本jr』でも同様の状況からこのシュートで3点目のゴールを決めている。アニメ第4期では「ノートラップロングボレーシュート」と呼称された。
ドライブシュート
ロベルトの残したノートを参考に習得した南米式ロングシュート。ボールに縦方向のドライブ回転を与えて放つシュートで、高い弾道で飛んで行き、ゴール付近で急降下してゴールネットに突き刺さる。
ドライブ回転による強烈な前進力があり、ブロッカーを吹き飛ばし、GKがキャッチングしてもそのまま押し込む威力があるため、止めるには工夫が必要。
このシュートを放つには一旦シュート体勢に入らなければならず、その時に隙が生まれるのが弱点。また体への負担も大きく、中学生編では放つたびに怪我が悪化していき、比良戸中戦では6発放った後に力尽きてしまった。
翼が中学3年時の静岡県予選の頃から練習していたがなかなか完成せず、全国大会1回戦の東一中戦・3回戦の花輪戦で一度ずつ試みるも、それぞれの試合で負った怪我の影響でゴールの枠から外れノーゴールに終わる。だが準々決勝の比良戸中戦で3点ビハインドの絶体絶命のピンチに追い込まれた際についに完成し、いきなりハットトリックを達成するほどの威力を見せつけた。
中山雅史が学生時代にこのシュートを実践したことがあるそうで、「（ドライブシュートは）難しくはあるけど、理論上は打つことは可能なんです。（打ち方は）足の甲をボールの上にかぶせるようにして打つんです」と1993年のアニメディアの中で発言している。
カウンターシュート
相手のシュートを真正面から撃ち返すことで、凄まじい威力を発揮するシュート。原理は後述の反動蹴速迅砲と同様。
中学生編の決勝戦で日向のタイガーショットをドライブシュートで撃ち返し2点目を決めた。翼自身はタイガーショットを防ぐつもりで放ったシュートで、その成功率は何千から何万分の1とされ「奇跡のドライブシュート」と言われる。後半戦終了直前には、翼のドライブシュートを日向がタイガーショットで撃ち返し、それを更に翼がボレーシュートで撃ち返したが、日向と若島津に防がれゴールとはならなかった。
テクモ版では「III」より登場、相手の必殺シュートをブロックすると8分の1の確率で放つことができる。正式名称は「奇跡のカウンターシュート」。
ダイビングオーバーヘッド
前方向にジャンプしながらのオーバーヘッドキック。中学生編の決勝戦で3点目を決めた。
ミラクルドライブシュート
ドライブシュートの応用で右斜めに曲がるシュートを放ち、ゴール直前でバウンドし逆方向のサイドネットに突き刺さるシュート。中学生編の決勝戦で4点目を決めた。テクモ版「V」での表記は「ミラクルドライブ」。
ドライブパス
ドライブ回転をかけたパス。Jrユース編のアルゼンチン戦で編み出した。
ドライブタイガーツインシュート
日向とのツインシュート。岬とのツインシュートよりも威力がある。
テクモ版では隠し技で、味方が必殺シュートを3回続けてゴールを逃す、かつ、タイムリミットは5分間だが、8分の1の確率で使用が可能になる。翼からのみ使用可能。字数の関係から基本的に「ドライブタイガー」と表記されることが多い。
ドライブオーバーヘッド
ドライブ回転をかけたオーバーヘッドで、キーパーの手前で上空へ浮かび上がる。Jrユース大会西ドイツ戦の決勝ゴールとなった。
テクモ版「II」ではサンパウロVSグレミオ戦でGKのクラウディオ・メオンがダイレクトシュートに弱いことと、ドライブシュートや通常のオーバーヘッドキックが通用しないことから着想を得て、このシュートで弱点を突きゴールを奪っている。
バナナシュート
名前の通りバナナのように円弧を描きながら曲がるシュート。ジュニアユース編後、全日本でのグレミオとの試合で使用。テクモ版では、｢メガCD｣の小学生編より使用可能。
顔面ブロック
シュートを顔面でブロックする技。小学生編にて日向のシュートでボールに恐怖心を抱いた森崎を立ち直らせるきっかけとなり、その後も何度か使用する場面がある。

### ワールドユース編以降の技
フライングドライブシュート
どの角度からでも撃てるように、斜めに曲がるようにしたドライブシュートの改良版。
アローシュート
足を手で持ち弓矢のようにしならせ、威力を増幅させるシュート。肖の反動蹴速迅砲のタイミングをずらすために使用した。
スカイダイブシュート
敵選手をすべて抜き去り、ボールを体ごとゴールに押し込むシュート。決勝でロベルトに「独りよがりの技」と酷評されたが、後にチームメンバーに体を押してもらう「味方を信用する」技に進化させている。
なお、他の選手の足を踏み台にして突破する、味方選手に体を後押ししてもらうなど、現実のサッカーのルールでは反則となる。
スカイウィングシュート
日向の雷獣シュートと同じ原理で、ロベルトから教わった最後の必殺シュート。右足に相当な負荷が掛かるために習得は困難を極め、実際に撃てるようになったのはワールドユース編終盤のスウェーデン戦からであった。
閃光雷獣シュート
日向が雷獣シュートでパスを送り、それを翼と岬がスカイウイングシュートの蹴り足でツインシュートを放つ。フィールドには「V1」の文字が刻まれる。
ダブルオーバーヘッドクリア
石崎と同時に行ったオーバーヘッドによるクリア。コンサワット兄弟のセパタクロー生かしたコンビプレーに対応するため使用した。
K.R.D(切り返しルーレットダイブ)
ドリブル中に相手の目の前で切り返すと見せかけて身体を反転させ、そのままダイビングしながら相手を抜き去る技。
アトランティックオーシャン水切りショット
元々は石崎の技で水面上を水切りのようにパスやシュートをする。石崎が命名し、石崎の方が良く跳ねる。これにカミソリシュートを応用して変化球にしている。

### 劇場版に登場する技
名称は全て作中の実況によるフレーズより。
トリプルオーバーヘッド
『ヨーロッパ大決戦』に登場。岬がオーバーヘッドによるパスを日向に送り、日向がそれをオーバーヘッドで翼に送り、最後に翼がオーバーヘッドでシュートする技。
トリプルコンビ
『ヨーロッパ大決戦』と『危うし！全日本jr.』に登場。翼と岬のゴールデンコンビ、日向と沢田の明和コンビ、松山と小田のふらのコンビの6人でパス回しをするという技。『危うし！全日本jr.』では翼と岬のゴールデンコンビの代わりを翼と三杉のニューゴールデンコンビが務めた。
ツインオーバーヘッド
『危うし！全日本jr』に登場。日向とオーバーヘッドで放つ弾道的ツインシュート。内側の足同士で放つ。
タイガードライブシュート
『世界大決戦!! Jr.ワールドカップ』に登場。日向のタイガーショットによるパス(テクモ版「V」でいうところの｢タイガーパス｣)の反動を利用して放った威力の高いドライブシュート。

### 模倣した他選手の技
上記の他にも他選手の技を真似することがあり、葵新伍は「この世に存在するサッカーの技は全て翼さんの物」とまで言い切っている。

ただし、ステファン・レヴィンのレヴィンシュートだけは「サッカーボールは相手を傷つける道具じゃない」としてあえて真似しなかった。
三角跳び
若島津健の技。ゴールポストを蹴ってジャンプし、シュートを防ぐブロック技。
イーグルショット
松山光の技。地を這う軌道を描くロングシュート。
スライダーシュート
エル・シド・ピエールの技。キーパーの手元で急速に落下するシュート。原理がドライブシュートの応用 であったため、すぐに真似ができたが惜しくも得点には至らなかった。
直角フェイント
葵新伍の技。目の前で直角に曲がって相手を抜き去るドリブル技。葵自身が習得を試みているときに、相手役となりアドバイスをするなど協力している。
オーロラフェイント
ステファン・レヴィンの技。高速移動によって無数の残像を生み出しつつ相手を抜き去るドリブル技。
オーロラカーテン
ステファン・レヴィンの技。高速移動によって無数の残像を生み出して障壁を作り、相手のドリブルを阻止するディフェンス技。
反動蹴速迅砲
肖俊光の技。相手のシュートを打ち返すカウンター技。この技によって放たれたボールからは龍の幻影が見え、相手のシュートが強力なものであるほど鮮明に見える。翼は肖が放った反動蹴速迅砲をさらにドライブシュートで打ち返し、その結果ボールから鳳凰の幻影が映し出された。
サンターナターン
カルロス・サンターナの技。相手に背を向けつつボールを相手の後方に蹴り出し抜き去るドリブル技。
ローリングオーバーヘッド
カルロス・サンターナの技。体にひねりを加えてオーバーヘッドキックを放つ技。
リバウールターン
リバウールの技。相手の横にボールを蹴り出し、自分は反対側に走り出して蹴り出したボールを獲得して抜き去るドリブル技。
サブマリンディフェンス
リバウールの技。ボールキープする相手の脇から足を伸ばし、うつ伏せに倒れこむような形でボールをカットするディフェンス技。
スカイラブハリケーン
立花兄弟の技。1人が発射台となってもう1人がその上に乗り、通常のジャンプでは届かない高さまで飛ぶ技。負担がかかるため、使用回数には限りがあるが、オフェンスにもディフェンスにも使える。翼は次藤を発射台として使用した。
ミラクルオーバーヘッド
ディアスの技。側転で相手DFを抜き去り、さらにバク転、バク宙からオーバーヘッドキックを繰り出す技。
スノーボードドリブル
ディアスの技。スノーボードのように滑らせたボールの上に乗り、相手選手を抜き去る技。

## テクモ版

### 経歴
南葛中学 (I) - サンパウロユース (II、III) - サンパウロFC (他、ブラジル選抜・スクデットジャパン) (IV) - レッチェ (V)

### テクモ版での技
サイクロン
「II」より登場。ボールにバックスピンを掛けて真上に蹴り上げ、落下してくるところをドライブシュートで撃つというプロセスで発動するシュート。かつて伝説のストライカー・ジャイロが、ヘディングシュートが苦手だという自らの弱点を克服するために編み出した伝説のシュートで、通常のドライブシュートよりも鋭角に曲がり落ちる。
蹴り上げた時の回転力、ボールのスピードと高さ、ドライブシュートのパワーの4つの力が合わさった最強のシュートだが、その衝撃による足首への負担は通常のシュートに比べて計り知れないほどに大きく、キック力が足りなければ怪我の原因にもなる。「III」で負担軽減のためネオサイクロンを生み出すが、こちらにも致命的な弱点があった。プロになりキック力が増したことである程度の使用になら足首が耐えられるようになったため、封印を解く。また、蹴り上げの隙を減らすため、ヒールリフトから撃つように改良する。
蹴り上げの隙は改良版のヒールリフトタイプのサイクロンである程度改善はされたが落下までのわずかな隙は無くならない。
ネオサイクロン
「III」「IV」に登場。サイクロンによる足首の負担をカバーするために編み出された改良版。ディアスの前転シュートから発想を得て、踵で蹴ることで足首の負担を減らした。しかしその動作は大きな隙を生み、体力を激しく消耗するという欠点を持つ。
プロとしての戦いの中でこの弱点を指摘され、翼自身も限界を感じるようになり、通常のサイクロンに再挑戦することになり、改良版のヒールリフトタイプのサイクロンが完成した後は封印される。
ブーストサイクロン
「V」に登場。オランダのクリスマンにサイクロンの隙を見事に突かれ、この弱点の克服を試みた結果、立花兄弟と次藤のスカイラブタイフーンから発想を得て自分でスピンを掛けずに必殺パスの回転（もちろん自らの「ドライブパス」では不可）を利用することで、落下までの隙を無くした。通常のサイクロンよりも威力が高く、最強キーパーであるジウマールさえも止めることがほとんど出来ないが、発動条件が厳しい。通常のサイクロンと違い、浮き球限定。ただし、高低は問わない。ネオサイクロンと違って習得後もサイクロンの使用は可能。また、オーバーヘッドでも、シュート可能。
オーバーヘッドツインシュート
「III」より登場。岬とのコンビプレイで、オーバーヘッドキックでツインシュートを放つ。岬からのみ使用可能。劇場版の「ツインオーバーヘッド」とは異なり、外側の足同士でツインシュートを放つ。「オーバーヘッドツイン」と略されることもある。
ツインタックル
「III」のオールスターに登場。日向とのコンビ技。日向のタイガータックルのあと翼がタックルを仕掛ける。翼と日向が敵の場合のみ使用可能なため、プレイヤー側では使用できない。
ファイヤードライブツインシュート
「III」、「IV」のオールスターに登場。シュナイダーとツインシュートを放つ。二人揃って同チームにおり、味方が3発連続で必殺シュートを外すというのが発生のフラグ。翼にボールを持たせて選択肢が登場していなくても、シュナイダーに持たせると選択肢が出てきていることもある。表記は基本的に「ファイヤードライブ」と略されることが多い。
クリップジャンプ
「IV」より登場。ボールを足で挟みジャンプすることで、敵選手のタックルが足に当たる恐れを無くす。ミルチビッチのナナハンタックルを避けるために編み出された。類似技にピエールやシェスターなどの「フラミンゴクリップ」がある。
クリップタックル
「V」に登場。オーバーヘッドキックの形でボールを奪う。原作フランス戦でもパスカットではあるが、オーバーヘッドの形でピエールからボールをカットしている。この時は「オーバーヘッドブロック」と呼ばれている。
素早いフェイント
「メガCD版」に登場。素早く巧みに動いて相手の攻撃をかわす。使用中は翼の体周辺が七色に光る。

## その他のゲームに登場する技

### バンダイ版
フライングフェニックス
PS版「J」に登場。ボールがフェニックスとなりゴールを襲うフライングドライブシュート。
ネオドライブシュート
Nintendo Switch/PS4版「RISE OF NEW CHAMPIONS」に登場。日向から借りたブラックボールを使った練習で会得したドライブシュートの強化版。より強い縦回転がかかりゴール手前で勢いよく落ちるシュート。
☆付き版は、原作の「ミラクルドライブシュート」も使用できる。
ネオドライブタイガーツインシュート
Nintendo Switch/PS4版「RISE OF NEW CHAMPIONS」に登場。ネオドライブシュートと日向の「ネオタイガーショット」による強力なツインシュート。

### コナミ版
ブラジル式ドリブル
ロベルトに教わったブラジル仕込みのドリブル。

### KLab版
ネオツインシュート
岬と放つ進化したツインシュート。
フェニックスドライブシュート
ボールがフェニックスとなりゴールを襲うドライブシュート。
ツインオーバーヘッド
岬と放つオーバーヘッドのツインシュート。劇場版のそれと異なり、ブレ玉でゴールを襲う。
アルティメット・スカイダイブシュート
原作で見せたスカイダイブシュートに名前がついたもの。チーム全員でゴールになだれ込む。
フライングドライブパス
フライングドライブシュートの要領でパスを出す。

## 担当声優
- 小粥よう子（現・日比野朱里） - テレビアニメ第1作、テレビアニメ第2作『J』（少年期）、『THE WAY TO WORLD YOUTH』、『たたかえドリームチーム』
- 佐々木望 - テレビアニメ第2作『J』（中学3年生以降）
- 井上喜久子 - テレビアニメ第3作（少年期）
- 関智一 - テレビアニメ第3作（中学3年生以降）
- 三瓶由布子 - テレビアニメ第4作[44]

## その他
【中学生編】でFW（CF）からMF（トップ下、攻撃的MF）にコンバートされたことにより、当時のサッカー少年たちがこぞってMFになってしまうなど、与える影響が大きかった。また、1990年代後半から2000年代中盤までJリーグにおいてMFの選手が多かった。作者の高橋はのちに『-蹴球伝-フィールドの狼 FW陣!』を連載し、「今度はこれでフォワードが増えれば」といった主旨のコメントを残している。
作中でFCバルセロナに入団した際、実際にバルセロナで入団セレモニーが行われ、作者の高橋が招待されている。同時にレアル・マドリードのオーナーは「何故、レアルにツバサを入団させなかったのか?」と公式声明を発表している。
2013年5月、公益社団法人日本プロサッカーリーグから、Jリーグアジアアンバサダーに任命される。